# Gagrella werneri
Gagrella werneri is een hooiwagen uit de familie Sclerosomatidae.